# Ясси
Я́сси (або Я́си, рум. Iași, угор. Jászvásár — Базар ясів) — місто у Румунії, адміністративний центр повіту Ясси, колишня столиця Молдовського князівства, центр Західної Молдови. За даними перепису 2002 року населення Ясс становило близько 320 тис. людей (2-е місце в країні після Бухареста), але згодом дещо зменшилася: згідно з переписом 2011 року — до 290 422 осіб (4-е місце). До 2016 року населення міста знову зросло до 362 142 людей.
Місто стоїть над річкою Бахлуй та розташоване у північно-східній частині країни, в Румунській Молдові. Є економічним, культурним та освітнім центром Румунської Молдови.

## Назва
Угорці пояснюють назву від осетинського (алани) племені яси, що розмовляли ясським діалектом осетинської мови. Прийшли разом із половцями з Північного Кавказу та згодом оселилися в центральній Угорщині. Угорська назва міста означає «Базар ясів».
Дослідники пов'язують назву Ясс із язигами — сарматським народом.
Також знайдений біля Осієка в Хорватії міліарій має запис про місто Ясіорум (Jassiorum municipium).
Ясси разом з болгарськими й волоськими містами згадуються у Списку руських міст далеких і близьких як місто, що не входить до складу Київської Русі.

## Історія
З другої половини XVI століття та до 1859 року Ясси є столицею Молдовського князівства. У місті було підписано російсько-турецьку мирну угоду 1791 року. Під час Другої світової війни у районі Ясс відбулася значна наступальна операція радянських військ (Яссько-Кишинівська операція).
- Як поселення «Ясський торг» відоме з 11 ст., через нього за княжої доби проходив торговельний шлях із Кам'янця до Білгорода-Дністровського.
- Згадується як «Ясський торг. на Пруті» у «Списку руських городів» з кінця 14 сторіччя, також у грамоті, даній львівським торгівцям.
- Ясси були столицею Молдови в 1564–1862 роках, визначним торговельним і культурним центром у XVI—XVII ст.
- У листопаді 1577 року козацький отаман Іван Підкова захопив Ясси й проголосив себе молдовським господарем.
- В 1594 році Ясси захопили козацькі ватажки С. Наливайко і Г. Лобода.
- Біля Ясс, під Цецорою, в 1620 році відбулася битва, в якій загинув Михайло Хмельницький.
- За господаря Василя Лупула (1634—1653) Ясси підтримували тісні зв'язки з Україною: в 1640 році професор Київської колегії С. Почацький, І. Євлевич та інші заснували в Яссах Слов'яно-греко-латинську колегію, а в 1641 році митрополит Петро Могила вислав туди повністю обладнану друкарню.
- 15-27 вересня 1642 року в Яссах відбувся помісний собор українських, грецьких і молдовських теологів, який затвердив «Православне ісповідання віри» митрополита Петра Могили.
- В 1650 році Богдан Хмельницький з полковником Данилом Нечаєм зайняли Ясси, а 1652 тут відбулося його весілля з Розандою Лупул.
- У травні 1653 року Богдан Хмельницький переміг під Ясами волосько-семигородську коаліцію.

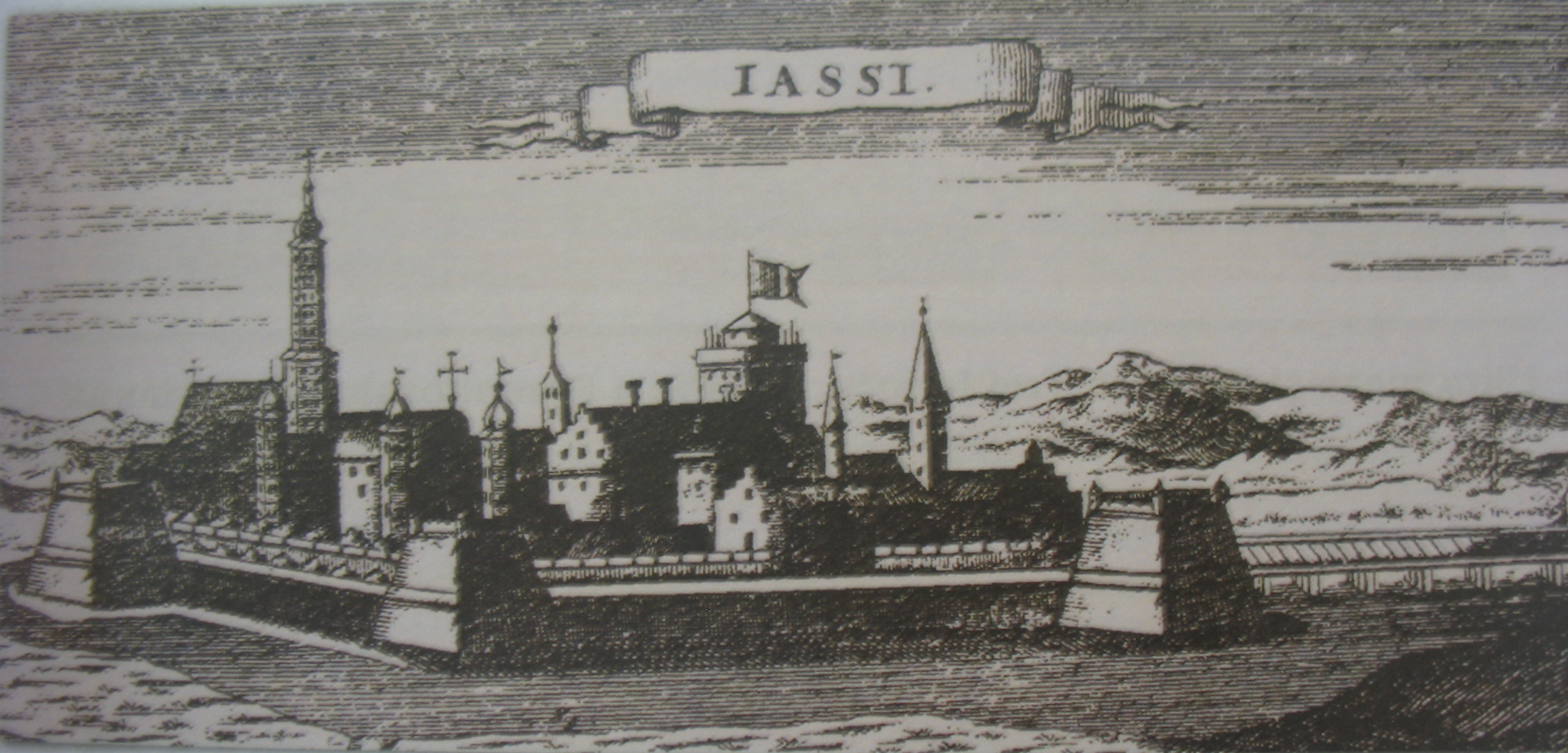
Ясси у XVII столітті

- Наприкінці свого життя в Яссах жив Пилип Орлик, тут він і помер.
- Мирний договір у Яссах 1791 між Росією і Туреччиною віддавав Росії українські землі між Бугом і Дністром над Чорним морем, а Туреччина визнала приєднання Криму до Російської імперії.
- Наприкінці першої світової війни в Яссах перебували посли держав Антанти, до яких на переговори в листопаді 1918 року їздила делегація Української Держави на чолі з Іваном Коростовцем.
- У Яссах місія держав Антанти готувала з російськими білогвардійцями інтервенцію на Південь України.
- В 1928—1936 роках у Яссах діяло українське студентське товариство "Громада", що гуртувало українських студентів з Буковини і Бессарабії, які навчалися в Ясському університеті. При «Громаді» був студентський хор.
- У січні 1942 року в Яссах відбувся військовий суд над 12 буковинцями (Ольга Гузар, М. Зибачинський, Ю. Фурман та інші), яких звинувачено в іредентській українській діяльності і засуджено до тяжких примусових робіт.
- Після 1945 року в Яссах працювали українські вчені, серед яких — В. Кармазин-Каковський.

## Географія
Місто розташоване між Ясським хребтом та долиною річки Жижія, історично знаходячись на перехресті найважливіших торгових шляхів. Місто стоїть на 7 пагорбах, подібно Риму, Стамбулу. Пагорби носять назви Четецуя, Копоу, Бучум-Пеун, Шорогарь, Галата, Репедя та Бряза.
Містом протікає річка Бахлуй — права притока річки Жижія.

### Клімат
Місто знаходиться у зоні, котра характеризується вологим континентальним кліматом з теплим літом. Найтепліший місяць — липень із середньою температурою 21.7 °C (71 °F). Найхолодніший місяць — січень, із середньою температурою -4.4 °С (24 °F).
| Клімат Ясс              | Клімат Ясс | Клімат Ясс | Клімат Ясс | Клімат Ясс | Клімат Ясс | Клімат Ясс | Клімат Ясс | Клімат Ясс | Клімат Ясс | Клімат Ясс | Клімат Ясс | Клімат Ясс | Клімат Ясс |
| Показник                | Січ.       | Лют.       | Бер.       | Квіт.      | Трав.      | Черв.      | Лип.       | Серп.      | Вер.       | Жовт.      | Лист.      | Груд.      | Рік        |
| Абсолютний максимум, °C | 15         | 18         | 27         | 31         | 36         | 37         | 40         | 39         | 37         | 33         | 28         | 17         | 40         |
| Середній максимум, °C   | 0          | 1          | 8          | 16         | 22         | 26         | 28         | 27         | 23         | 16         | 8          | 2          | 15         |
| Середня температура, °C | −4         | −2         | 3          | 10         | 16         | 19         | 21         | 20         | 16         | 10         | 5          | −1         | 9          |
| Середній мінімум, °C    | −8         | −6         | −1         | 4          | 10         | 13         | 15         | 14         | 10         | 5          | 2          | −4         | 4          |
| Абсолютний мінімум, °C  | −28        | −30        | −22        | −7         | −2         | 3          | 6          | 4          | −1         | −16        | −18        | −29        | −30        |
| Норма опадів, мм        | 20         | 20         | 20         | 40         | 50         | 70         | 60         | 50         | 40         | 30         | 30         | 20         | 510        |
| Днів з дощем            | 3          | 3          | 4          | 4          | 5          | 7          | 6          | 5          | 4          | 4          | 4          | 3          | 57         |
| Вологість повітря, %    | 85         | 85         | 78         | 66         | 71         | 71         | 66         | 71         | 71         | 75         | 86         | 88         | 76         |
| ----------------------- | ---------- | ---------- | ---------- | ---------- | ---------- | ---------- | ---------- | ---------- | ---------- | ---------- | ---------- | ---------- | ---------- |
| Джерело: Weatherbase    |            |            |            |            |            |            |            |            |            |            |            |            |            |

## Населення
Згідно даними перепису 2002 року, у місті проживало 320 888 людей, що виводило Ясси на друге за чисельністю населення місто Румунії після Бухареста.
Станом на 2002 рік, 98,5 % населення становили румуни, 0,59 % — цигани, по 0,13 % — євреї, греки і липовани, 0,08 % — угорці, 0,05 % — німці і 0,39 % — інші народи. Згідно даних перепису 2016 року, населення міста Ясси склало 362 142 людини.

## Економіка
Хімічна (синтетичні волокна, пластмаси, антибіотики), машинобудівна (дорожні машини, устаткування для хімічної та целюлозно-паперової промисловості), текстильна і харчова промисловість. Є деревообробні, поліграфічні підприємства.

## Транспорт
Через залізничний вузол Ясси проходить значна частина українсько-румунського вантажообігу і пасажирообігу.
У місті працює трамвай.
Через Ясси проходить європейський автомобільний шлях E58.

## Культура
Найбільш представницька культурна будівля Ясс — Палац Культури. Палац, який часто називають символом міста, було зведено на руїнах колишнього Королівського палацу Молдови у 1906 — 1925 роках за проектом архітектора Йона Д. Берендея та за наказом короля Румунії Фердинанда I. За часів монархії та протягом комуністичного періоду тут розташовувався трибунал. На сьогоднішній день у ньому знаходяться чотири музеї: Музей історії Молдови, Музей мистецтв, Етнографічний музей і Музей механіки. Куранти палацу щогодини грають «Хор об'єднання», який було написано Васіле Александрі та Олександром Флетенмахером.
У Парку Копоу знаходиться липа Емінеску (за переказами, Міхай Емінеску гуляв біля неї у пошуках натхнення). Разом з ним у парку розташовано пам'ятники багатьом поетів та письменників, Обеліск левів, перший громадський пам'ятник Молдавського князівства до об'єднання.
Перший театр Румунії було створено в Яссах, в Копоу. Згодом будівля театру згоріла, й було створено інший театр — Національний театр ім. Васіле Александрі, розташований навпроти Ясської філармонії. Між собором святої Параскеви та Національним театром — еспланада.
Собор святої Параскеви і Церква Трьох Святителів — значущі релігійні культурні центри Румунії. У церкві перебували мощі святої Параскеви до їх переміщення в собор.
Монастир Трьох Святителів відомий своїми «мереживними» стінами та Готичним залом, де 1643 року пройшов Ясський собор, який очолив Петро Могила.
В місті є ботанічний сад, Ясський художній музей (румунське мистецтво 19—20 ст.).
Нафталі Герц Імбер в Яссах написав текст гімну Ізраїлю.

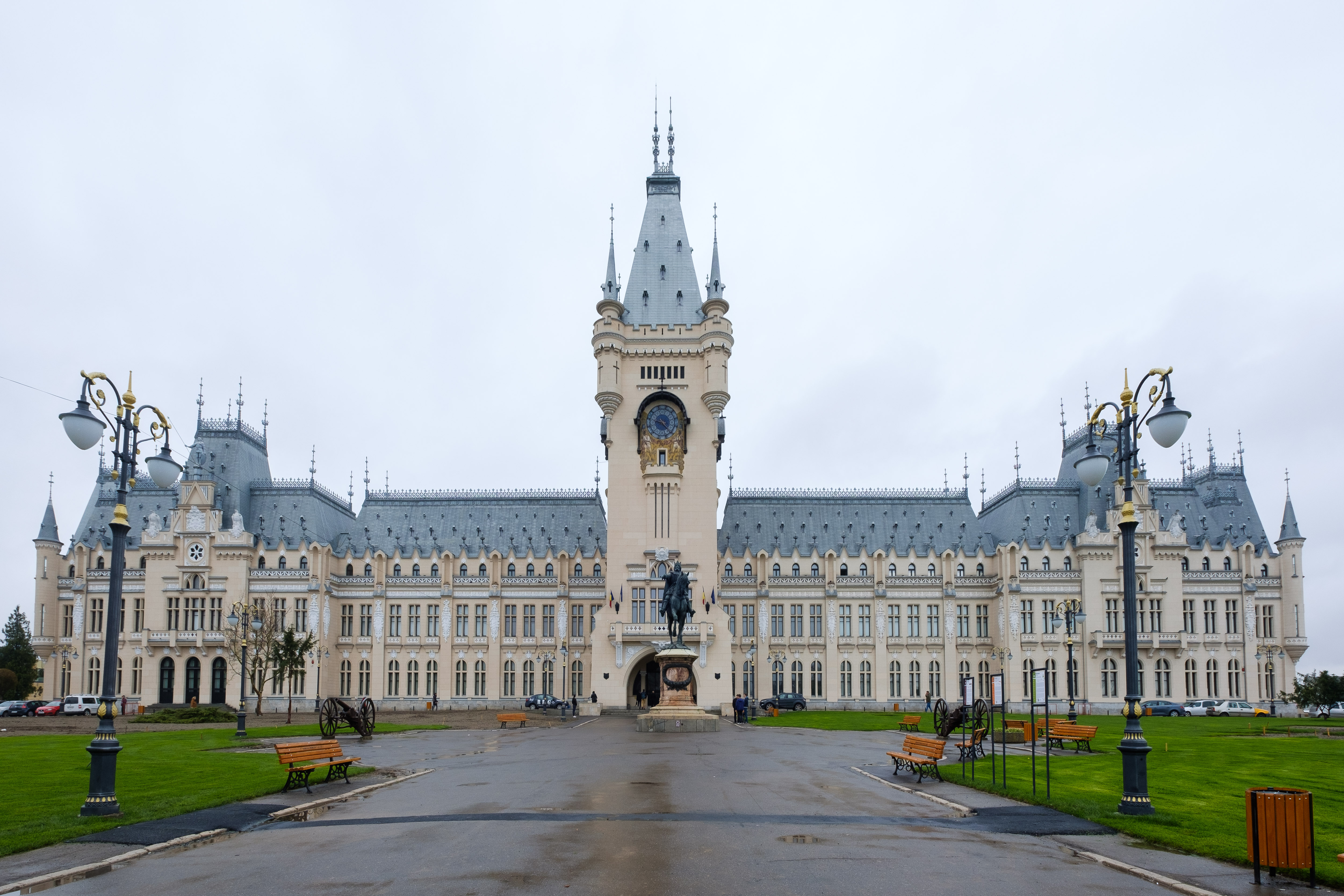
Палац Культури
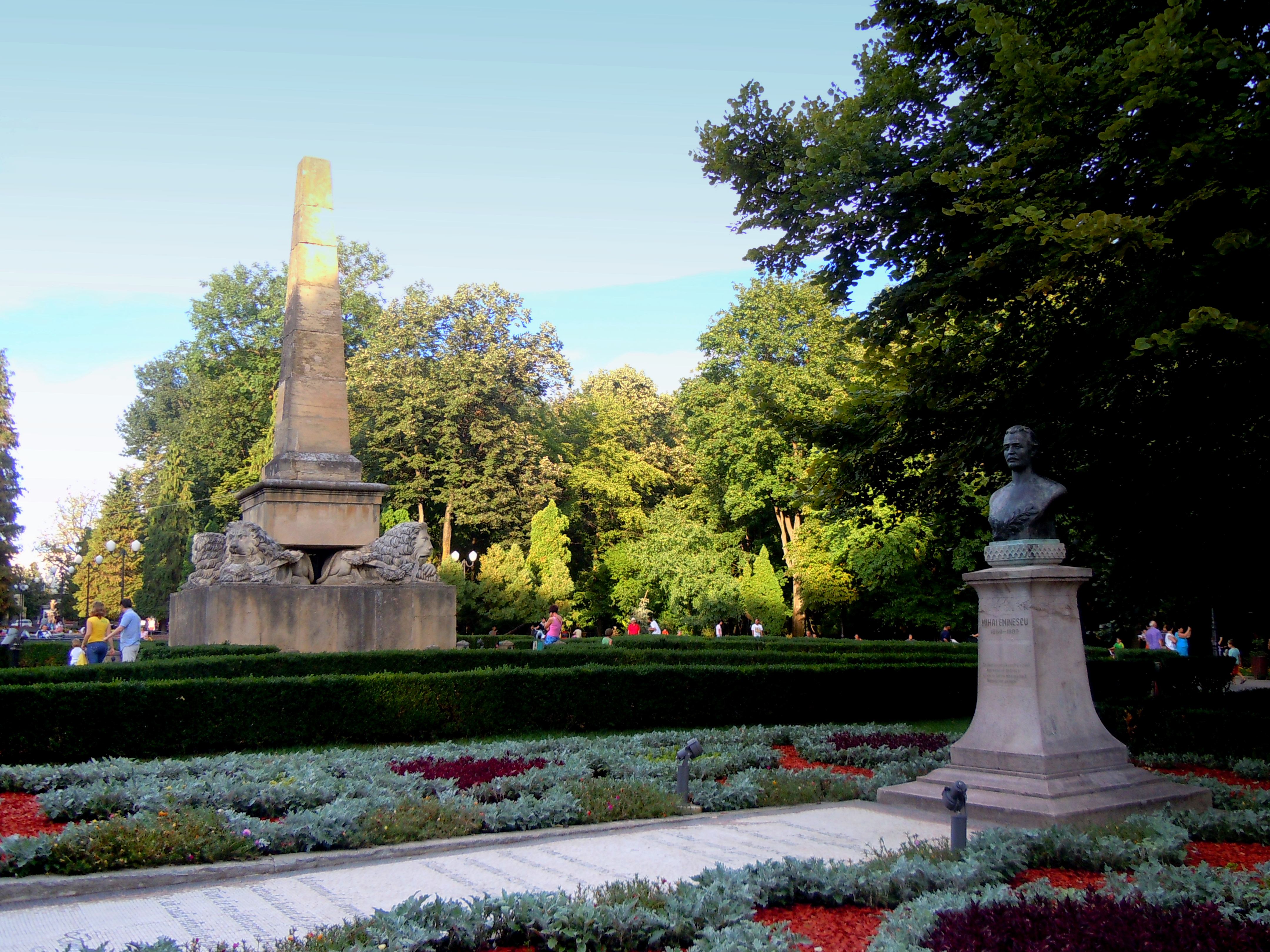
Парк Копо
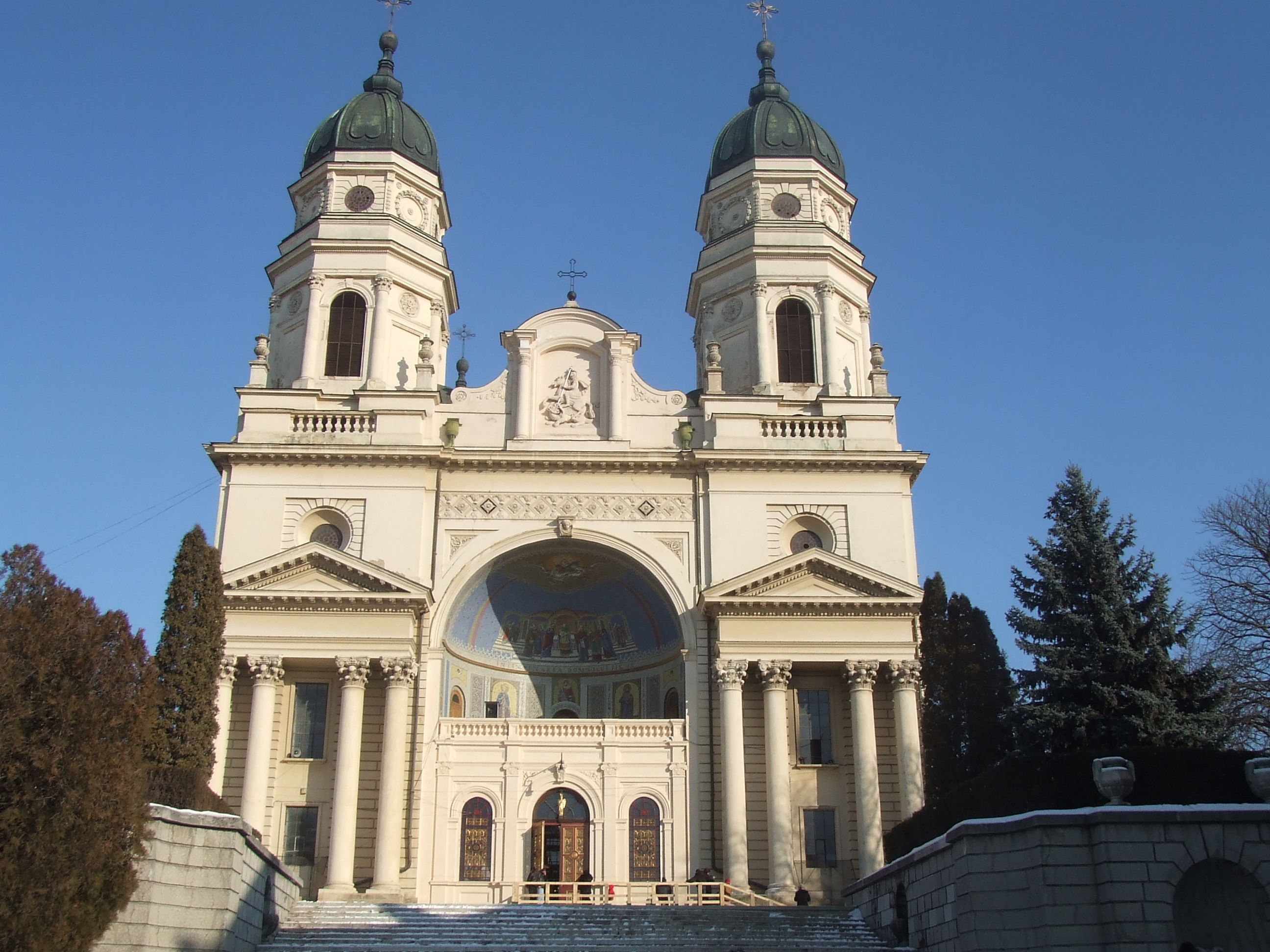
Собор святої Параскеви
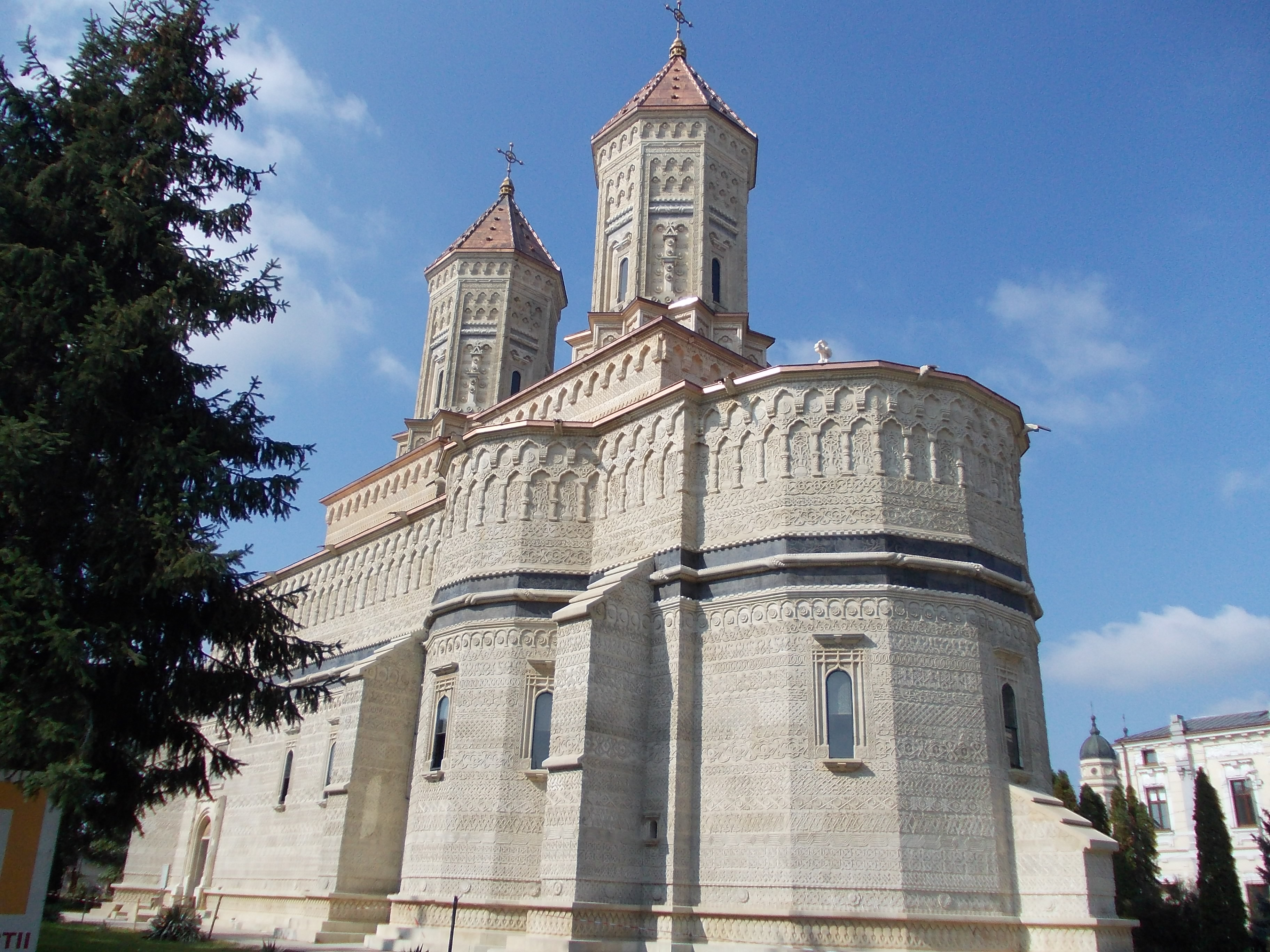
Монастир Трьох Святителів

## Архітектура

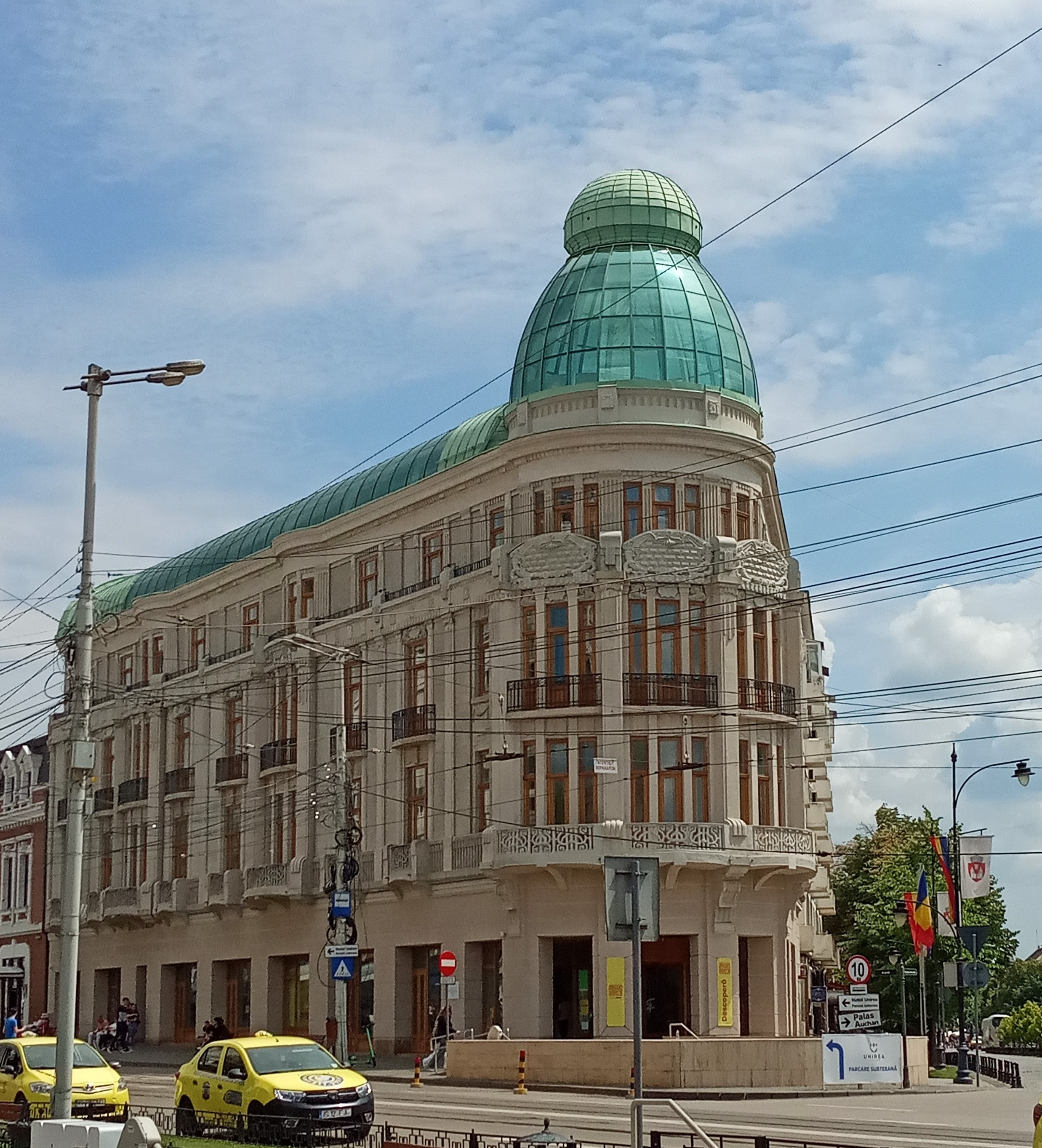
Палац Браунштейна. Арх. Г.Ейфель

Найстаріша будівля — Вірменський храм — була побудована 1395 року.
Пам'ятники архітектури: храми Святого Миколая (кінець 15 ст.), «Трьох святителів», монастирі Четецуя і Голія (основне будівництво — 17 ст.).
У 1950—1960-х роках у Яссах створені нові житлові райони («23 серпня», Тетераш, Сокола-Николіна, Пекурарь), реконструйований центр (ансамбль майдану Єдності, 1962—1964 рр., архітектор Г. Хуссар та ін.).

## Освіта

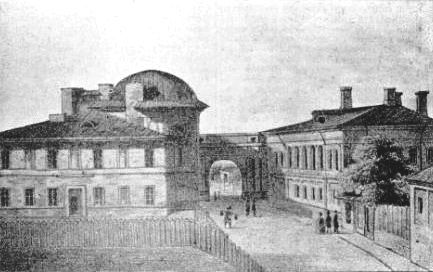
Колишня Міхайлянська Академія

У 1711 році за наказом господаря Димитрія Кантеміра у місті Ясси було засновано Королівську Академію.
В місті функціонує понад 10 університетів, 20 ліцеїв, 40 шкіл і 50 дитячих садків.
Перший навчальний заклад Ясс було засновано 1835 року під назвою Міхайлянської академії на честь молдавського правителя Михаїла Стурдзи. У 1859 році Александру Йоан Куза, перший монарх об'єднаної Румунії, заснував в Яссах перший у Румунії університет, який сьогодні носить його ім'я.
На місці Міхайлянскої Академії 1900 року було створено Національний коледж ім. Міхая Садовяну, де навчалися, зокрема, сам Міхай Садовяну, Теофіл Сіменскі, Ніколае Йорга, Філарет Скрибан, Симеон Бернуціу, Калістрат Хогаш, Харитон Тіктін, Йонел Теодоряну.
Вищі навчальні заклади Ясс
- Ясський технічний університет імені Георге Асаки
- Ясський університет

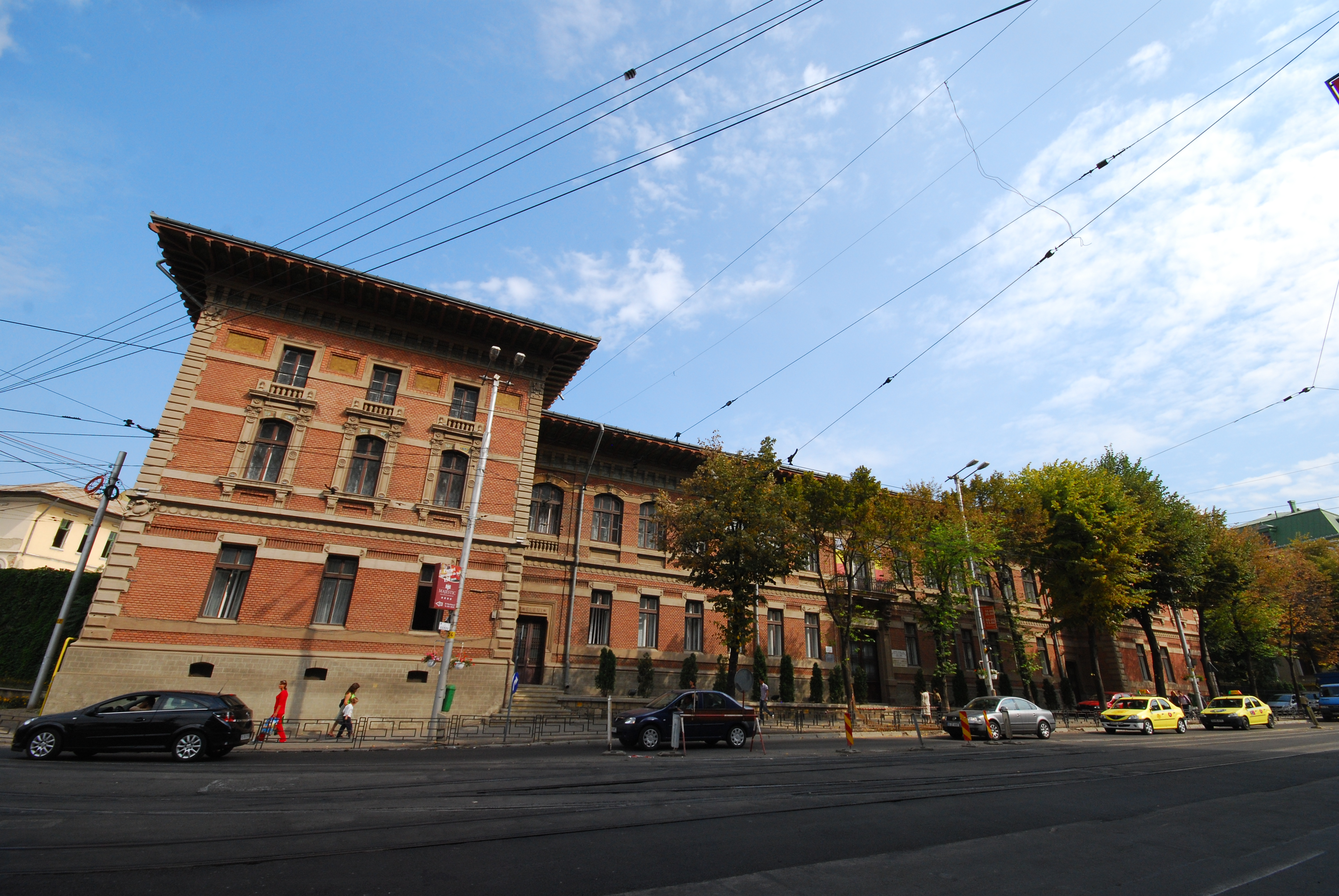
Національний коледж
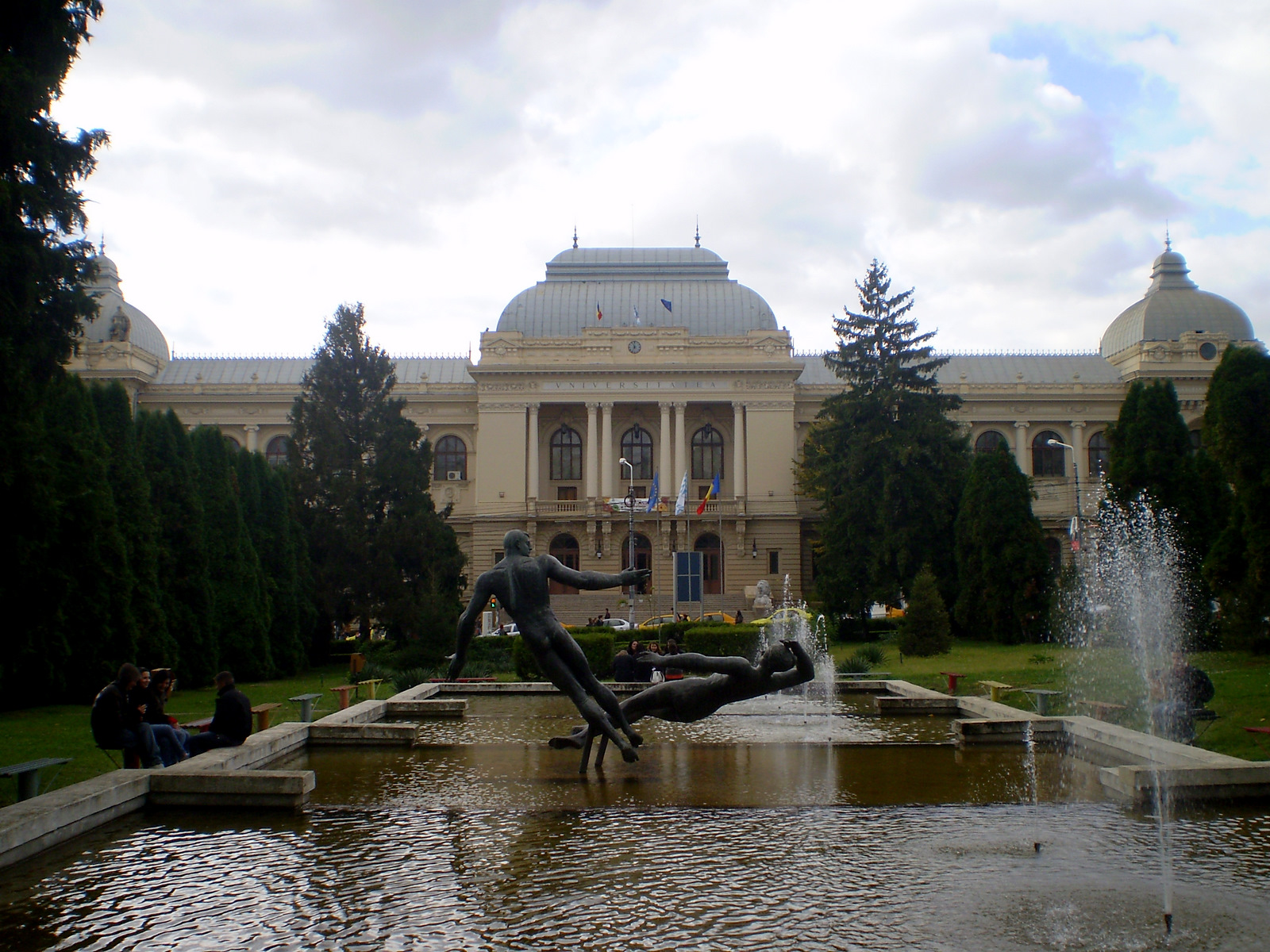
Ясський університет
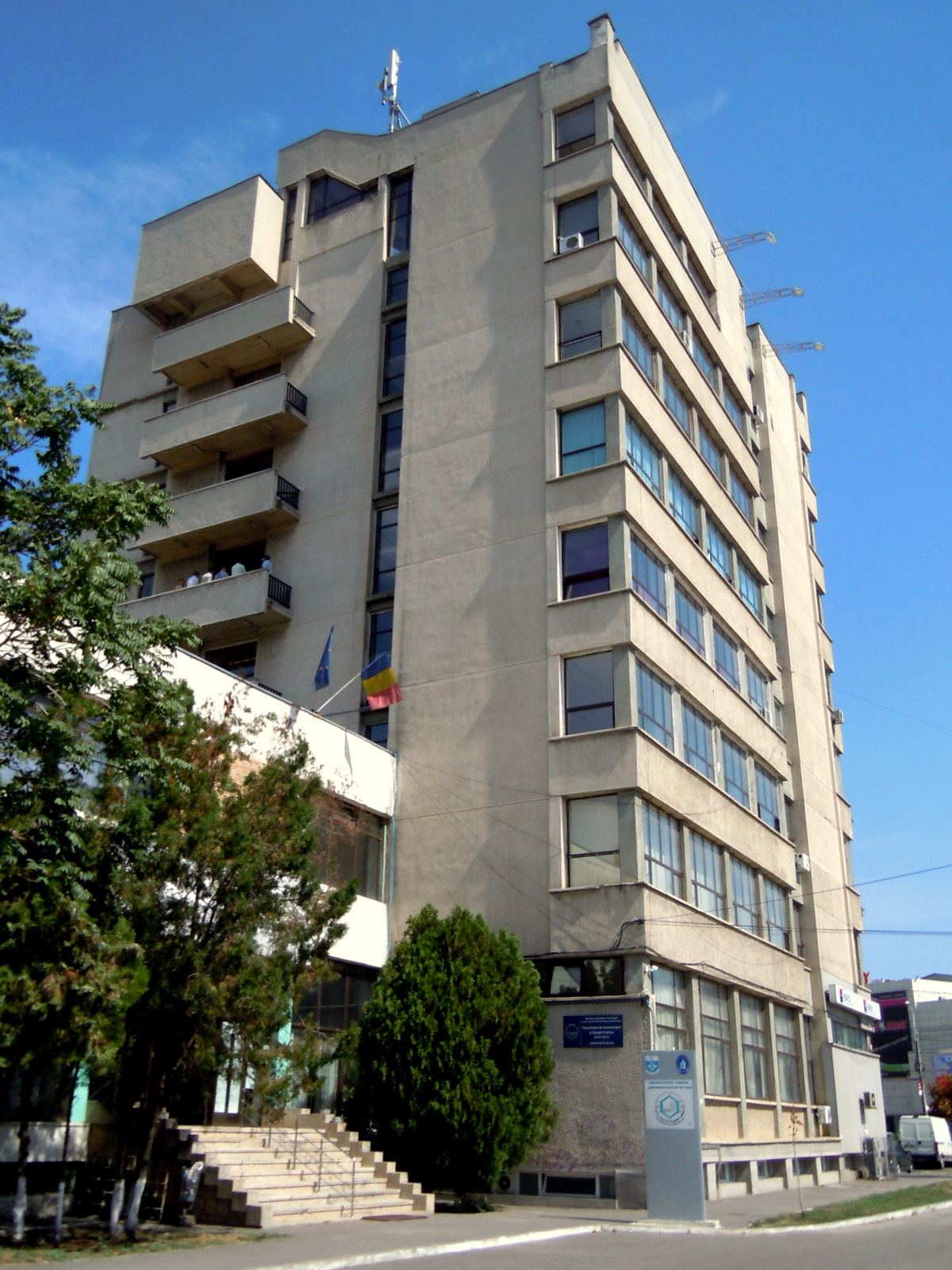
Технічний університет імені Георге Асаки
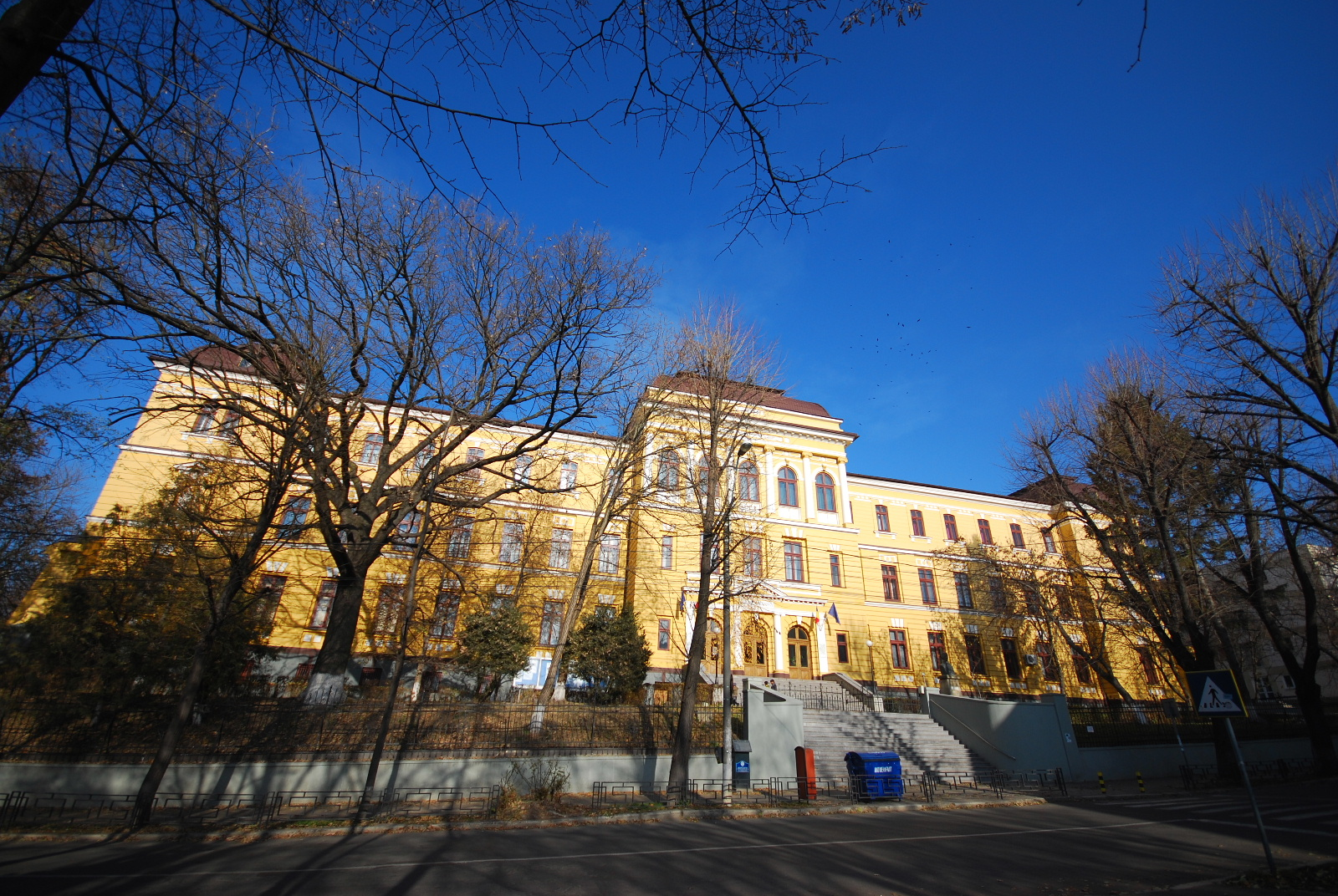
Національний коледж імені К. Негруци
- Національний коледж імені Є. Раковіце
- Національний коледж імені Міхая Емінеску

- Національний коледж
- Ясський університет
- Технічний університет імені Георге Асаки
- Національний коледж імені К. Негруцци

## Релігія

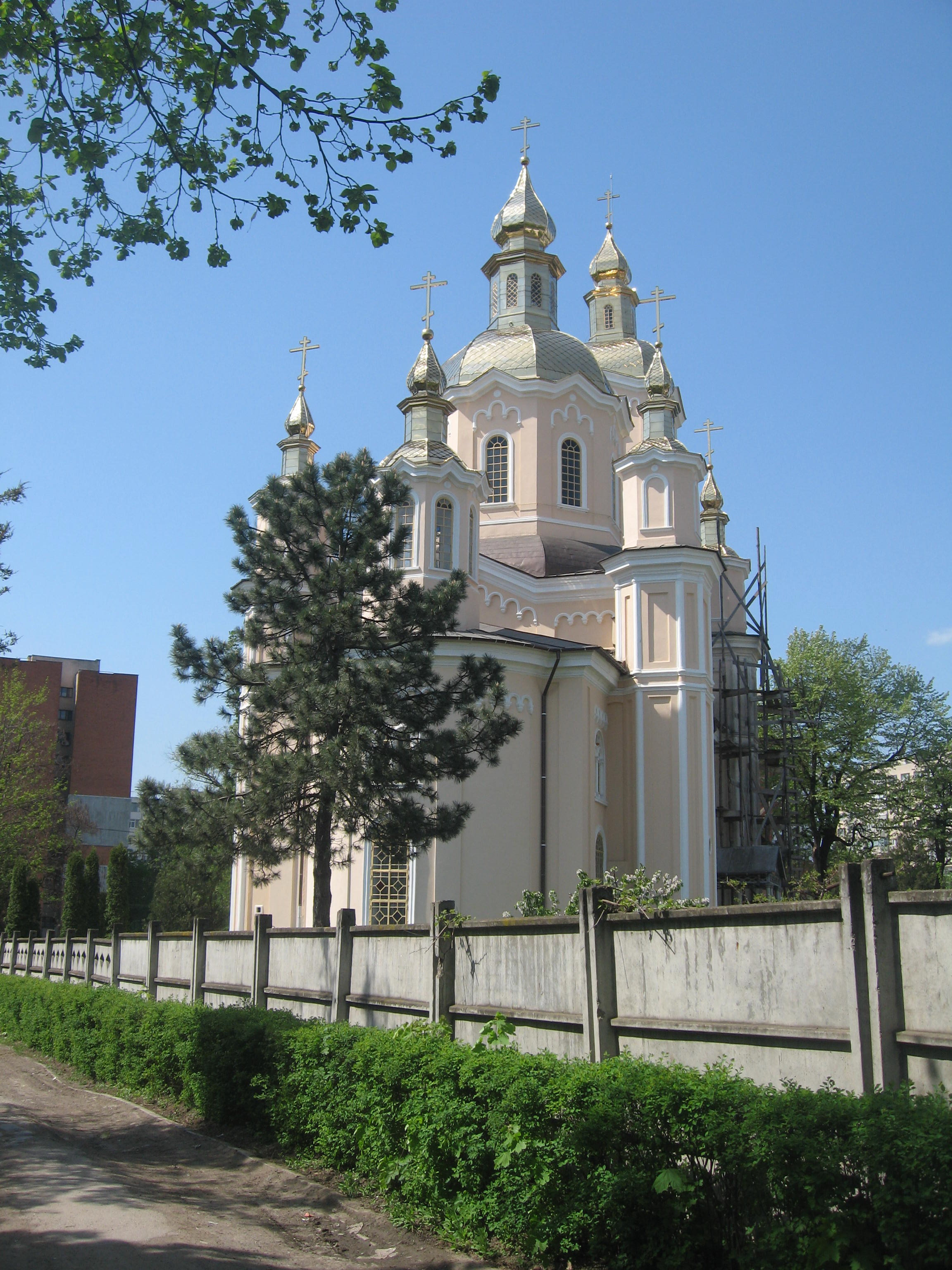
Успенська церква

Більшість віруючих жителів міста Ясси є православними. Ясси — центр Молдавської та Буковинської митрополії.
Діє російська старообрядницька Успенська церква.

## Уродженці
- Василь Погор (1833—1906) — молдовський, пізніше румунський поет, філософ, перекладач і політик
- Мурузі Дмитро Костянтинович (1850—1914) —  молдавський і румунський письменник, композитор, державний службовець
- Спіру Харет (1851—1912) — румунський астроном, математик і політичний діяч
- Йоан Петру Куліану (1950—1991) — румунський письменник, історик та філософ.
- Маргарита Нікулеску (1926—2018) — румунський і французький режисер і теоретик театру ляльок.
- Маргарета Погонат (1933—2014) — румунська акторка театру і кіно.
- Еміль Раковіце (1868—1947) — румунський вчений-біолог, зоолог, ботанік і спелеолог.

## Міста-побратими
- Єрихон, Палестинська держава (16 липня 2003)[2][3]
- Іліуполі, Греція
- Ірбід, Йорданія
- Ісфаган, Іран
- Асьют, Єгипет
- Бєльці, Молдова (2023)
- Велико-Тирново, Болгарія (8 грудня 2006)
- Велико-Тирново, Болгарія (8 грудня 2006)
- Вільнев-д'Аск, Франція
- Вінниця, Україна
- Ейндговен, Нідерланди
- Ейтенз, США (2001)[1]
- Квебек, Канада
- Кишинів, Молдова
- Козані, Греція
- Монтеррей, Мексика (5 жовтня 1993)[3][4]
- Морлупо, Італія
- Наццано, Італія
- Нетанья, Ізраїль (20 вересня 2005)[3][5]
- Падуя, Італія (1995)[6]
- Перістері, Греція
- Пуатьє, Франція
- Сант-Оресте, Італія
- Сіань, КНР
- Торрита-Тіберина, Італія
- Унгени, Молдова (2016)
- Форано, Італія
- Франкавілла-аль-Маре, Італія
- Філаччано, Італія
- Хинчешти, Молдова (2023)
- Чернівці, Україна (14 жовтня 2012)[7]